# Luis Pierri
Pour les articles homonymes, voir Pierri.
Luis Pierri, né le 10 mars 1963, est un ancien joueur uruguayen de basket-ball.

## Palmarès
- Finaliste du championnat des Amériques 1984